# رودريغو كانوسا
رودريغو كانوسا (بالإسبانية: Rodrigo Canosa)‏ هو لاعب كرة قدم أوروغواياني في مركز الدفاع، ولد في 18 سبتمبر 1988 في San Jacinto, Uruguay ‏ في الأوروغواي. لعب مع أمريكا دي كالي وأوليمبو ورامبلا جونيورز وسبورتيفو سيريتو.

## هوامش
1. ↑  Excludes 2010–11 Segunda División
2. ↑  Excludes 2013 Clausura
3. ↑  Soccerway's figure of 15 includes 3 promotion phase appearances

## وصلات خارجية
- رودريغو كانوسا على موقع قاعدة بيانات كرة القدم.إي يو (الإنجليزية)
- رودريغو كانوسا على موقع Soccerway.com (الإنجليزية)